# مرحلة المجموعات في الدوري الأوروبي للشباب 2015–16
لعب مسار دوري أبطال أوروبا للدوري الأوروبي للشباب 2015–16 (مرحلة المجموعات) من 15 سبتمبر إلى 9 ديسمبر. تنافس ما مجموعه 32 فريقا في مسار دوري أبطال أوروبا (مرحلة المجموعات) لتحديد 16 من أصل 24 مكان في مرحلة خروج المغلوب من الدوري الأوروبي للشباب 2015–16.

## المجموعات
أيام المباريات كانت 15–16 سبتمبر, 29–30 سبتمبر, 20–21 أكتوبر, 3–4 نوفمبر, 24–25 نوفمبر, و8–9 ديسمبر 2015. الأوقات لغاية 24 أكتوبر 2015 (أيام المباريات 1–3) كانت حسب توقيت وسط أوروبا الصيفي (ت ع م+02:00)، وبعد ذلك (أيام المباريات 4–6) كانت الأوقات حسب توقيت وسط أوروبا (ت ع م+01:00).

### المجموعة أ
| م | الفريق              | لعب | ف | ت | خ | أ.له | أ.ع | أ.ف | نقاط | التأهل              |
| - | ------------------- | --- | - | - | - | ---- | --- | --- | ---- | ------------------- |
| 1 | باريس سان جيرمان    | 6   | 4 | 1 | 1 | 16   | 6   | +10 | 13   | تقدم لدور الـ16     |
| 2 | ريال مدريد          | 6   | 4 | 0 | 2 | 16   | 7   | +9  | 12   | تقدم لمباريات فاصلة |
| 3 | نادي مالمو          | 6   | 1 | 2 | 3 | 7    | 14  | −7  | 5    |                     |
| 4 | نادي شاختار دونيتسك | 6   | 1 | 1 | 4 | 13   | 25  | −12 | 4    |                     |

| باريس سان جيرمان | 0–0   | نادي مالمو |
| ---------------- | ----- | ---------- |
|                  | تقرير |            |

| ريال مدريد                                                         | 4–0   | نادي شاختار دونيتسك |
| ------------------------------------------------------------------ | ----- | ------------------- |
| أشرف حكيمي 28' · كريستيان سيدريس 32' · أليكس فيباس 59' · Salto 83' | تقرير |                     |

| نادي شاختار دونيتسك | 1–4   | باريس سان جيرمان                                                   |
| ------------------- | ----- | ------------------------------------------------------------------ |
| أولكسندر زوبكوف 73' | تقرير | جان كيفن أوغستين 6'، 81' · Doucouré 44' · Pereira de Sa 53' (ركل.) |

| نادي مالمو | 1–0   | ريال مدريد |
| ---------- | ----- | ---------- |
| Redzic 88' | تقرير |            |

| باريس سان جيرمان                                               | 4–1   | ريال مدريد      |
| -------------------------------------------------------------- | ----- | --------------- |
| Eboa Eboa 40' · كريستوفر نكونكو 51'، 83' · Pereira de Sa 90+3' | تقرير | أليكس فيباس 57' |

| نادي مالمو | 5–5   | نادي شاختار دونيتسك                                                                          |
| --- | ----- | -------------------------------------------------------------------------------------------- |
| تيدي بيرجكفيست 16' · Stojanovic-Fredin 27' · ماتياس أندرسون 46' · دنيس هادزيكادونيتش 59' · أندري بورياشوك 80' (ه.ذ.) | تقرير | Topalov 13' · أولكسندر زوبكوف 53' · جورجي أرابيدزه 61' · أندري بورياشوك 62' · Pikhalonok 87' |

| نادي شاختار دونيتسك                                     | 3–1   | نادي مالمو |
| ------------------------------------------------------- | ----- | ---------- |
| Buhai 40' · Pikhalonok 65' (ركل.) · أرتور أفاهيميان 84' | تقرير | Redzic 17' |

| ريال مدريد                   | 2–0   | باريس سان جيرمان |
| ---------------------------- | ----- | ---------------- |
| Lazo 22' · بورخا مايورال 57' | تقرير |                  |

| نادي شاختار دونيتسك                      | 2–6   | ريال مدريد                                                       |
| ---------------------------------------- | ----- | ---------------------------------------------------------------- |
| أولكسندر زوبكوف 23' · أندري بورياشوك 73' | تقرير | كريستيان سيدريس 9'، 79'، 81' · Lazo 26' · بورخا مايورال 59'، 86' |

| نادي مالمو | 0–3   | باريس سان جيرمان                                    |
| ---------- | ----- | --------------------------------------------------- |
|            | تقرير | Meïté 12' · Pereira de Sa 19' · أودسون إدوارد 90+5' |

| باريس سان جيرمان                                                                | 5–2   | نادي شاختار دونيتسك          |
| ------------------------------------------------------------------------------- | ----- | ---------------------------- |
| جان كيفن أوغستين 10' · جوناثان أيكونيه 58' · Meïté 64' · أودسون إدوارد 76'، 82' | تقرير | Pikhalonok 37' · Topalov 78' |

| ريال مدريد                        | 3–0   | نادي مالمو |
| --------------------------------- | ----- | ---------- |
| Rivero 12'، 59' (ركل.) · Manu 77' | تقرير |            |

### المجموعة ب
قالب:جدول الدوري الأوروبي للشباب 2015–16 المجموعة ب
| نادي آيندهوفن | 0–3   | أكاديمية مانشستر يونايتد                     |
| ------------- | ----- | -------------------------------------------- |
|               | تقرير | Gribbin 28' · ماركوس راشفورد 47' (ركل.)، 67' |

| نادي فولفسبورغ          | 2–4   | نادي سيسكا موسكو                                                                        |
| ----------------------- | ----- | --------------------------------------------------------------------------------------- |
| لياندرو بوتارو 11'، 19' | تقرير | ميخائيل سولوفيوف 54' · تيمور زهاماليتدينوف 66' · فيودور تشالوف 67' · الكسندر ماركوف 80' |

| نادي سيسكا موسكو | 0–0   | نادي آيندهوفن |
| ---------------- | ----- | ------------- |
|                  | تقرير |               |

| أكاديمية مانشستر يونايتد  | 1–1   | نادي فولفسبورغ   |
| ------------------------- | ----- | ---------------- |
| ماركوس راشفورد 22' (ركل.) | تقرير | أنطون دونكور 61' |

| نادي سيسكا موسكو                                                                          | 4–0   | أكاديمية مانشستر يونايتد |
| ----------------------------------------------------------------------------------------- | ----- | ------------------------ |
| تيمور زهاماليتدينوف 14' (ركل.)، 55' (ركل.) · الكسندر ماركوف 45' · أستيمير جورديوشينكو 88' | تقرير |                          |

| نادي فولفسبورغ                                                   | 4–1   | نادي آيندهوفن             |
| ---------------------------------------------------------------- | ----- | ------------------------- |
| Ziegele 8' · لياندرو بوتارو 41' (ركل.) · Vojic 75' · Condé 90+1' | تقرير | رامون باسكال اندكفيست 13' |

| أكاديمية مانشستر يونايتد | 0–0   | نادي سيسكا موسكو |
| ------------------------ | ----- | ---------------- |
|                          | تقرير |                  |

| نادي آيندهوفن                    | 2–1   | نادي فولفسبورغ     |
| -------------------------------- | ----- | ------------------ |
| سام لامرز 63' · جوي كونينج 90+3' | تقرير | لياندرو بوتارو 90' |

| نادي سيسكا موسكو       | 1–2   | نادي فولفسبورغ                       |
| ---------------------- | ----- | ------------------------------------ |
| كونستانتين كوشاييف 55' | تقرير | أنطون دونكور 3' · لياندرو بوتارو 39' |

| أكاديمية مانشستر يونايتد | 0–5   | نادي آيندهوفن                                                                                     |
| ------------------------ | ----- | ------------------------------------------------------------------------------------------------- |
|                          | تقرير | ألبرت غودموندسون 13' · رامون باسكال اندكفيست 21' · ديرك أبيل 37' · سام لامرز 66' · جوي كونينج 83' |

| نادي فولفسبورغ | 0–2   | أكاديمية مانشستر يونايتد               |
| -------------- | ----- | -------------------------------------- |
|                | تقرير | أكسيل توانزيبي 43' · توسين كيهيندي 56' |

| نادي آيندهوفن                                    | 2–1   | نادي سيسكا موسكو        |
| ------------------------------------------------ | ----- | ----------------------- |
| رامون باسكال اندكفيست 18' · ألبرت غودموندسون 33' | تقرير | تيمور زهاماليتدينوف 25' |

### المجموعة ج
قالب:جدول الدوري الأوروبي للشباب 2015–16 المجموعة ج
| غلطة سراي | 1–3   | أتلتيكو مدريد                     |
| --------- | ----- | --------------------------------- |
| Davas 41' | تقرير | روبرتو نونيز 75'، 78' · Ferni 80' |

| بنفيكا                                                                                            | 8–0   | نادي أستانا |
| ------------------------------------------------------------------------------------------------- | ----- | ----------- |
| ديوغو غونسالفيس 10'، 26'، 55' · خوسيه غوميز 21'، 34' · غونسالو رودريغوس 36' · H. Pereira 42'، 78' | تقرير |             |

| نادي أستانا | 0–3   | غلطة سراي                                |
| ----------- | ----- | ---------------------------------------- |
|             | تقرير | Çalışkan 11' · Yeşilyurt 77' · Davas 80' |

| أتلتيكو مدريد            | 1–2   | بنفيكا                                  |
| ------------------------ | ----- | --------------------------------------- |
| خوان مورينو فرنانديز 77' | تقرير | جواو كارفاليو 35' · ديوغو غونسالفيس 89' |

| أتلتيكو مدريد                                                                                               | 7–1   | نادي أستانا    |
| --- | ----- | -------------- |
| روبرتو نونيز 15'، 30' · خوان مورينو فرنانديز 24'، 36' (ركل.) · لوكاس هيرنانديز 27' · Bare 57' · Salomón 75' | تقرير | Kuanyshbay 22' |

| غلطة سراي          | 1–11  | بنفيكا |
| ------------------ | ----- | --- |
| İşsever 17' (ركل.) | تقرير | ديوغو غونسالفيس 24'، 34'، 58' · خوسيه غوميز 27'، 63'، 65' · ريناتو سانشيز 33' · جواو كارفاليو 72'، 90+1' (ركل.) · H. Pereira 76' · فرنسيسكو ريس فيريرا 78' |

| نادي أستانا | 0–9   | أتلتيكو مدريد |
| ----------- | ----- | --- |
|             | تقرير | Heras 6' · روبرتو نونيز 28'، 57'، 57'، 84' · أندريس غارسيا 45' · تيو هرنانديز 52' · Almagro 59' · كارلوس إسحاق مونيوث 79' |

| بنفيكا                                | 2–0   | غلطة سراي |
| ------------------------------------- | ----- | --------- |
| أوليفر ساركيس 24' · جواو كارفاليو 60' | تقرير |           |

| نادي أستانا | 0–5   | بنفيكا                                                                            |
| ----------- | ----- | --------------------------------------------------------------------------------- |
|             | تقرير | خوسيه غوميز 28'، 72' (ركل.) · Assylkhanuly 73' (ه.ذ.) · ريكاردو أرواخو 90'، 90+3' |

| أتلتيكو مدريد                                  | 4–0   | غلطة سراي |
| ---------------------------------------------- | ----- | --------- |
| Moya 32'، 50' · Ferni 48' · روبرتو نونيز 90+1' | تقرير |           |

| غلطة سراي                       | 3–0   | نادي أستانا |
| ------------------------------- | ----- | ----------- |
| İşsever 36'، 42' · Çalışkan 37' | تقرير |             |

| بنفيكا                     | 1–1   | أتلتيكو مدريد |
| -------------------------- | ----- | ------------- |
| لوكاس هيرنانديز 61' (ه.ذ.) | تقرير | Ferni 63'     |

### المجموعة د
قالب:جدول الدوري الأوروبي للشباب 2015–16 المجموعة د
| إشبيلية                                               | 4–2   | بوروسيا مونشنغلادباخ            |
| ----------------------------------------------------- | ----- | ------------------------------- |
| Colmenero 13' · إليسيو فالكون 20' · Romero 83'، 90+4' | تقرير | جوشوا هولتبي 43' · Simakala 58' |

| مانشستر سيتي                                                      | 4–1   | يوفنتوس          |
| ----------------------------------------------------------------- | ----- | ---------------- |
| Nemane 22' · باتريك روبرتس 52' · Patching 87' · لوكاس نميشا 90+5' | تقرير | أندريا فافيلي 9' |

| بوروسيا مونشنغلادباخ | 1–2   | مانشستر سيتي              |
| -------------------- | ----- | ------------------------- |
| Simakala 1'          | تقرير | Patching 62' · Nemane 70' |

| يوفنتوس | 0–1   | إشبيلية         |
| ------- | ----- | --------------- |
|         | تقرير | ماريان شيفد 24' |

| يوفنتوس           | 2–1   | بوروسيا مونشنغلادباخ |
| ----------------- | ----- | -------------------- |
| Clemenza 38'، 90' | تقرير | دنيس إيكيرت 48'      |

| مانشستر سيتي     | 1–1   | إشبيلية                   |
| ---------------- | ----- | ------------------------- |
| تيري أمبروسي 31' | تقرير | ميغيل مارتين فرنانديز 80' |

| بوروسيا مونشنغلادباخ                     | 3–2   | يوفنتوس                                        |
| ---------------------------------------- | ----- | ---------------------------------------------- |
| Ndenge 4' (ركل.)، 35' · جوشوا هولتبي 51' | تقرير | فرانشيسكو كاساتا 90' · غريغوريس كاستانوس 90+2' |

| إشبيلية | 0–2   | مانشستر سيتي          |
| ------- | ----- | --------------------- |
|         | تقرير | تيري أمبروسي 20'، 90' |

| يوفنتوس                    | 2–1   | مانشستر سيتي       |
| -------------------------- | ----- | ------------------ |
| غريغوريس كاستانوس 27'، 60' | تقرير | تيري أمبروسي 90+2' |

| بوروسيا مونشنغلادباخ         | 2–2   | إشبيلية                                             |
| ---------------------------- | ----- | --------------------------------------------------- |
| دنيس إيكيرت 55' · Ndenge 89' | تقرير | فرنسيسكو سانشيز (لاعب كرة قدم إسباني) 26' · Amo 50' |

| مانشستر سيتي       | 1–1   | بوروسيا مونشنغلادباخ |
| ------------------ | ----- | -------------------- |
| إبراهيم دياز 45+2' | تقرير | Ndenge 20' (ركل.)    |

| إشبيلية                                   | 1–0   | يوفنتوس |
| ----------------------------------------- | ----- | ------- |
| فرنسيسكو سانشيز (لاعب كرة قدم إسباني) 57' | تقرير |         |

### المجموعة ر
قالب:جدول الدوري الأوروبي للشباب 2015–16 المجموعة ر
| باير 04 ليفركوزن   | 1–0   | باتي بوريسوف |
| ------------------ | ----- | ------------ |
| بنيامين هنريكس 72' | تقرير |              |

| روما | 0–0   | برشلونة |
| ---- | ----- | ------- |
|      | تقرير |         |

| باتي بوريسوف | 0–0   | روما |
| ------------ | ----- | ---- |
|              | تقرير |      |

| برشلونة         | 1–1   | باير 04 ليفركوزن |
| --------------- | ----- | ---------------- |
| إريك مونتيس 72' | تقرير | Gemein 89'       |

| باتي بوريسوف | 0–3   | برشلونة                                           |
| ------------ | ----- | ------------------------------------------------- |
|              | تقرير | Chendri 21' · كارلز بيريز 71' · كارليس ألينيا 75' |

| باير 04 ليفركوزن              | 2–1   | روما              |
| ----------------------------- | ----- | ----------------- |
| مارلون فري 38' · Džalto 90+3' | تقرير | إيزيكيل بونسه 55' |

| روما                                    | 5–1   | باير 04 ليفركوزن |
| --------------------------------------- | ----- | ---------------- |
| D'Urso 6'، 84' · عمر صادق 27'، 34'، 57' | تقرير | Džalto 83'       |

| برشلونة                | 2–0   | باتي بوريسوف |
| ---------------------- | ----- | ------------ |
| كارليس ألينيا 20'، 52' | تقرير |              |

| برشلونة                          | 3–3   | روما                                                  |
| -------------------------------- | ----- | ----------------------------------------------------- |
| Tur 21' · كارليس ألينيا 23'، 40' | تقرير | إيزيكيل بونسه 45+3'، 86' · ريكاردو ماركيزا 65' (ركل.) |

| باتي بوريسوف   | 1–1   | باير 04 ليفركوزن    |
| -------------- | ----- | ------------------- |
| Antilevsky 45' | تقرير | Cigaņiks 57' (ركل.) |

| باير 04 ليفركوزن | 0–1   | برشلونة                     |
| ---------------- | ----- | --------------------------- |
|                  | تقرير | أليخاندرو بلانكو سانشيز 89' |

| روما                                   | 3–0   | باتي بوريسوف |
| -------------------------------------- | ----- | ------------ |
| إدواردو سوليري 23'، 78' · عمر صادق 75' | تقرير |              |

### المجموعة س
قالب:جدول الدوري الأوروبي للشباب 2015–16 المجموعة س
| نادي أولمبياكوس            | 1–0   | Bayern Munich |
| -------------------------- | ----- | ------------- |
| مانوليس ساليكاس 82' (ركل.) | تقرير |               |

| نادي دينامو زغرب | 0–2   | Arsenal                                |
| ---------------- | ----- | -------------------------------------- |
|                  | تقرير | كريس يلوك 43' · بنيامين شيف 66' (ركل.) |

| Bayern Munich | 1–2   | نادي دينامو زغرب                           |
| ------------- | ----- | ------------------------------------------ |
| Strein 84'    | تقرير | إيفان بوجيتش 5' (ركل.) · جوسيب بريكالو 18' |

| Arsenal                                             | 3–2   | نادي أولمبياكوس                      |
| --------------------------------------------------- | ----- | ------------------------------------ |
| خوليو بليغويزويلو 14'، 63' · بنيامين شيف 49' (ركل.) | تقرير | Manthatis 7' · تاناسيس أندروتسوس 51' |

| Arsenal               | 2–0   | Bayern Munich |
| --------------------- | ----- | ------------- |
| أليكس إيووبي 74'، 78' | تقرير |               |

| نادي دينامو زغرب               | 2–2   | نادي أولمبياكوس                             |
| ------------------------------ | ----- | ------------------------------------------- |
| Čabraja 84' · داني أولمو 90+3' | تقرير | مانوليس ساليكاس 25' (ركل.) · Chantzaras 73' |

| Bayern Munich    | 1–1   | Arsenal             |
| ---------------- | ----- | ------------------- |
| فابيان بينكو 10' | تقرير | إسماعيل بن ناصر 38' |

| نادي أولمبياكوس | 1–3   | نادي دينامو زغرب                      |
| --------------- | ----- | ------------------------------------- |
| Megaritis 56'   | تقرير | إيفان بوجيتش 2' · عامر جوجاك 11'، 85' |

| Bayern Munich | 0–1   | نادي أولمبياكوس |
| ------------- | ----- | --------------- |
|               | تقرير | Manthatis 50'   |

| Arsenal      | 1–2   | نادي دينامو زغرب                   |
| ------------ | ----- | ---------------------------------- |
| Mavididi 78' | تقرير | جوسيب بريكالو 54' · عامر جوجاك 69' |

| نادي دينامو زغرب | 0–1   | Bayern Munich |
| ---------------- | ----- | ------------- |
|                  | تقرير | Stefandl 74'  |

| نادي أولمبياكوس                | 2–0   | Arsenal |
| ------------------------------ | ----- | ------- |
| Manthatis 11' · Chantzaras 37' | تقرير |         |

### المجموعة ص
قالب:جدول الدوري الأوروبي للشباب 2015–16 المجموعة ص
| دينامو كييف                 | 2–1   | بورتو            |
| --------------------------- | ----- | ---------------- |
| Taranukha 43' · Smyrnyi 80' | تقرير | خورخي فرناندس 3' |

| تشيلسي تحت 23 سنة والأكاديمية           | 3–0   | نادي مكابي تل أبيب |
| --------------------------------------- | ----- | ------------------ |
| كاسي بالمير 20'، 47' · تامي أبراهام 78' | تقرير |                    |

| نادي مكابي تل أبيب | 1–1   | دينامو كييف             |
| ------------------ | ----- | ----------------------- |
| Kanichowsky 24'    | تقرير | بوهدان ميخايليشينكو 21' |

| بورتو                                           | 3–3   | تشيلسي تحت 23 سنة والأكاديمية                    |
| ----------------------------------------------- | ----- | ------------------------------------------------ |
| Cardoso 35' (ركل.) · Djim 52' · روبن ماسيدو 71' | تقرير | كاسي بالمير 9' · جوسيمار كينتيرو 17' · Scott 26' |

| دينامو كييف | 0–2   | تشيلسي تحت 23 سنة والأكاديمية |
| ----------- | ----- | ----------------------------- |
|             | تقرير | تامي أبراهام 13'، 72'         |

| بورتو                                 | 2–0   | نادي مكابي تل أبيب |
| ------------------------------------- | ----- | ------------------ |
| Vaturi 6' (ه.ذ.) · Cardoso 85' (ركل.) | تقرير |                    |

| نادي مكابي تل أبيب | 1–2   | بورتو                                     |
| ------------------ | ----- | ----------------------------------------- |
| Altman 44'         | تقرير | Morais 17' · روي بيدرو (لاعب كرة قدم) 40' |

| تشيلسي تحت 23 سنة والأكاديمية             | 3–1   | دينامو كييف   |
| ----------------------------------------- | ----- | ------------- |
| ميرو موهايم 25' · تامي أبراهام 57'، 90+4' | تقرير | Schebetun 46' |

| نادي مكابي تل أبيب | 0–4   | تشيلسي تحت 23 سنة والأكاديمية                            |
| ------------------ | ----- | -------------------------------------------------------- |
|                    | تقرير | تامي أبراهام 16' (ركل.)، 86' · Wakefield 19' · Scott 39' |

| بورتو | 0–1   | دينامو كييف   |
| ----- | ----- | ------------- |
|       | تقرير | Schebetun 69' |

| دينامو كييف                           | 2–0   | نادي مكابي تل أبيب |
| ------------------------------------- | ----- | ------------------ |
| Kaliuzhnyi 20' · فيكتور تسيهانكوف 72' | تقرير |                    |

| تشيلسي تحت 23 سنة والأكاديمية | 0–0   | بورتو |
| ----------------------------- | ----- | ----- |
|                               | تقرير |       |

### المجموعة ط
قالب:جدول الدوري الأوروبي للشباب 2015–16 المجموعة ط
| نادي غينت | 0–3   | ليون                                   |
| --------- | ----- | -------------------------------------- |
|           | تقرير | رومان ديل كاستيو 10'، 63' · Ankoué 72' |

| فالنسيا                    | 2–0   | زينيت سانت بطرسبرغ |
| -------------------------- | ----- | ------------------ |
| كارلوس سولير 29' · Mir 75' | تقرير |                    |

| زينيت سانت بطرسبرغ | 0–1   | نادي غينت     |
| ------------------ | ----- | ------------- |
|                    | تقرير | Callebaut 50' |

| ليون         | 1–0   | فالنسيا |
| ------------ | ----- | ------- |
| Martelat 63' | تقرير |         |

| زينيت سانت بطرسبرغ                                         | 3–1   | ليون        |
| ---------------------------------------------------------- | ----- | ----------- |
| إليا كوبيشكين 36' · نيكيتا أندرييف 44' · بافيل نازيموف 63' | تقرير | Roselli 86' |

| فالنسيا                                                                       | 5–1   | نادي غينت |
| ----------------------------------------------------------------------------- | ----- | --------- |
| توني مارتينيز 10' · Mir 42'، 88' · كارلوس سولير 64' · ألفارو غوميز مارتين 82' | تقرير | Walen 67' |

| نادي غينت | 0–4   | فالنسيا                                                  |
| --------- | ----- | -------------------------------------------------------- |
|           | تقرير | I. Martínez 17' · Mir 34'، 69' · ألفارو غوميز مارتين 88' |

| ليون | 6–0   | زينيت سانت بطرسبرغ |
| --- | ----- | ------------------ |
| كريستوفر مارتينز 1' · غايتان بيرين 25'، 74' · رومان ديل كاستيو 34' (ركل.) · تيموتي كوغنات 38' · Martelat 72' | تقرير |                    |

| زينيت سانت بطرسبرغ | 0–1   | فالنسيا             |
| ------------------ | ----- | ------------------- |
|                    | تقرير | Shalimov 73' (ه.ذ.) |

| ليون                                              | 4–0   | نادي غينت |
| ------------------------------------------------- | ----- | --------- |
| كريستوفر مارتينز 18'، 59' · غايتان بيرين 20'، 58' | تقرير |           |

| فالنسيا | 1–1   | ليون       |
| ------- | ----- | ---------- |
| Mir 68' | تقرير | Kalulu 76' |

| نادي غينت | 0–2   | زينيت سانت بطرسبرغ                |
| --------- | ----- | --------------------------------- |
|           | تقرير | Ponikarov 62' · سيرغي ايفانوف 65' |